# Looking
《Looking》是香港歌手黎明的迷你專輯，全碟收錄了首歌曲，由雷頌德監製，專輯於2006年11月21日由唱片公司A Music首次發行。

## 製作概念
《Looking》是為了配合黎明自編自導自演的音樂電影《緣邀知音》而推出的專輯，專輯封面照在美國拍攝，起始曲目是〈無事常相見〉的純鋼琴版本，以憂傷和抒情的曲風營造出首尾一致的浪漫氛圍。歌曲〈蠢蠢欲動〉改編自韓國歌手申昇勳創作的歌曲〈瞬間化為永遠〉；歌曲〈I'll Never Fall in Love Again〉由黎明及唱片公司旗下歌手衛蘭、衛詩、應昌佑、杜汶澤、王歌慧一同合唱。專輯的DVD收錄由黎明、應昌佑、杜汶澤合唱的歌曲〈值得愛〉等音樂短片，以及電影《緣邀知音》的發行預告片，首批限量版專輯附送黎明寫真座台月曆一個。

## 曲目列表
| CD       | CD                            | CD             | CD        | CD            | CD                                     | CD    |
| 曲序     | 曲目                          |                | 作曲      | 编曲          | 备注                                   | 时长  |
| -------- | ----------------------------- | -------------- | --------- | ------------- | -------------------------------------- | ----- |
| 1.       | 無事常相見（鋼琴版）          | 林夕           | 雷頌德    | 雷頌德        |                                        | 3:44  |
| 2.       | 愛是傻得起                    | 林夕           | 雷頌德    | 雷頌德        |                                        | 4:01  |
| 3.       | 蠢蠢欲動                      | 黃仲凱         | 申昇勳    | 呂紹純        | 改編自申昇勳的歌曲作品〈瞬間化為永遠〉 | 4:33  |
| 4.       | 無事常相見                    | 林夕           | 雷頌德    | 雷頌德        |                                        | 3:45  |
| 5.       | 你有本事                      | 林夕           | 葉進賢    | Mac Chew      |                                        | 4:48  |
| 6.       | 電殛                          | 林夕           | 雷頌德    | 雷頌德        |                                        | 3:38  |
| 7.       | I'll Never Fall in Love Again | Bacharach Burt | David Hal | Tomoki Ookame |                                        | 3:13  |
| 总时长： | 总时长：                      | 总时长：       | 总时长：  | 总时长：      | 总时长：                               | 27:42 |

| DVD  | DVD                                                  | DVD  |
| 曲序 | 曲目                                                 | 導演 |
| ---- | ---------------------------------------------------- | ---- |
| 1.   | Trailer For "A Melody Looking" DVD Release（預告片） |      |
| 2.   | 愛是傻得起（音樂短片）                               | L.L. |
| 3.   | 你有本事（音樂短片）                                 |      |
| 4.   | 值得愛（音樂短片）                                   | L.L. |

## 幕後製作人員
以下是《Looking》的幕後製作人員名單：
- 鍵琴：雷頌德（曲目2,6）、Tomoki Okame（曲目7）
- 結他：鄧建明（曲目2）
- 電結他：Fauzi Samin（曲目5）
- 木結他：Fauzi Samin（曲目5）、Kiyoshi Mizukami（曲目7）
- 鋼琴：Kwon Bo-Young（曲目1）
- 樂器：雷頌德（曲目4）
- 音色伴奏：雷頌德（曲目2,6）、Tomoki Okame（曲目7）
- 和聲：鄧建明（曲目3）、應昌佑（曲目5）、鍾達茵（曲目5）、衛蘭（曲目7）、衛詩（曲目7）、黎明（曲目7）、應昌佑（曲目7）、杜汶澤（曲目7）、王歌慧（曲目7）
- 混音：Tatsuhito Naruse（曲目2－7）
- 錄音：陳西敏（曲目2,4,6,7）、Tatsuhito Naruse（曲目2,4,6,7）、陳志恆（曲目3,5）
- 母帶處理：楊我華
- 攝影：張文華
- 設計：H.Y.
- 後期製作：Sherley Hui
- 執行製作人：王凱文
- 經理人公司：百仕活娛樂事業有限公司

## 流行榜成績
以下是《Looking》的派台歌曲名單，以及其歌曲在香港四大電子媒體音樂流行榜的最高位置。
| 派台歌曲／流行榜 | 903專業推介 | 中文歌曲龍虎榜 | 新城電台勁爆本地榜 | 勁歌金榜 | 參考                 |
| ---------------- | ----------- | -------------- | ------------------ | -------- | -------------------- |
| 〈你有本事〉     | 未能上榜    | 第15位         | 季軍               | 冠軍     | [ 7 ] [ 8 ] [ 9 ]    |
| 〈愛是傻得起〉   | 未能上榜    | 亞軍           | 冠軍               | 亞軍     | [ 10 ] [ 11 ] [ 12 ] |
| 〈無事常相見〉   | 第5位       | 第9位          | 第8位              | 未能上榜 | [ 13 ] [ 14 ] [ 15 ] |

## 獎項
以下是收錄於專輯《Looking》的歌曲獲頒發的獎項：
- 廣州廣播電視台第四屆勁歌王音樂盛典——金曲獎（粵語）〈愛是傻得起〉[16]
- 雪碧中國原創音樂流行榜2007總選頒獎禮——港台金曲獎〈愛是傻得起〉[17]